# 안드로이드 잔디 조각상
안드로이드 잔디밭 조각상은 캘리포니아주 마운틴뷰의 구글플렉스(구글 본사) 근처에 있는 대형 폼 조각상 시리즈로, 현재 찰스턴 로드(Charleston Rd)와 허프 애비뉴(Huff Ave)에 위치해 있다. 이 조각상들은 후식과 달콤한 간식의 이름을 딴 구글의 안드로이드 모바일 운영체제 버전의 코드네임을 기반으로 만들어졌다. 구글은 각 새로운 안드로이드 버전마다 조각상을 의뢰하는 전통이 있었으나, 안드로이드 10 출시 이후인 2019년에 중단되었다. 안드로이드 11부터는 조각상이 가상 3D 모델로 제작된다.
이 조각상들은 원래 안드로이드 개발팀 사무실이 있던 빌딩 44 앞에 위치했으나, 몇 블록 떨어진 구글 방문자 센터 베타 옆 현 위치로 옮겨졌다. 이 지역은 구글 직원과 손님에게 개방되어 있으며, 방문객들은 사진을 찍을 수 있다.
2013년 킷캣까지 모든 조각상은 이전에는 커스텀 크리에이션스(Custom Creations)로 알려졌던 테멘더스(Themendous)라는 회사에서 제작했다.

## 배경
구글의 안드로이드는 2010년 말 기준으로 가장 많이 팔리는 모바일 운영체제이며 오픈 핸드셋 얼라이언스와 협력하여 개발되었으며, 1.0 버전은 2008년 9월 23일에 출시되었다. 안드로이드의 첫 공개 코드네임 버전은 2009년 4월 27일에 출시된 "컵케이크"였다. 버전 1.0과 1.1은 이 방식에 따른 코드네임이 없었다. 처음에는 알파벳 순서대로 유명한 로봇 이름을 사용하려는 계획이 있었고, 일부 초기 임시 수정 버전은 "우주소년 아톰"과 "벤더"로 태그가 지정되었다. 결국 이 계획은 중단되었고, 버전 1.0에는 코드네임이 없었지만, 버전 1.1은 내부 코드네임 "쁘띠 푸르(Petit Four)"를 받았는데, 이는 안드로이드 릴리스 이름을 디저트 이름을 따서 짓는 관습을 시작하게 했다. 1.5 버전부터 코드네임이 공개되면서, "C"부터 시작하여 알파벳 순서를 따르기 시작했다(이전 두 공개 릴리스는 이 방식에서 '건너뛰어진' 것으로 보인다). 그 이후로 안드로이드의 추가 릴리스는 디저트나 달콤한 간식의 이름을 따서 지어졌으며, 이름은 알파벳 순서로 선택되었지만 때로는 동일한 이름이 여러 버전에 적용되기도 했다. 구글은 2019년 안드로이드 10부터 마케팅 이름으로 디저트 이름을 사용하는 것을 중단했지만, 내부적으로는 계속 사용되었고 11과 12 버전 조각상("11은 레드 벨벳 케이크", "12는 스노우 콘")에도 언급되었다. 조각상들은 2022년 초에 이전 및 수리를 위해 일시적으로 제거되었다.
각 이름 붙여진 운영체제가 공개되기 며칠 전, 구글은 해당 버전의 코드네임을 나타내는 잔디밭 조각상을 공개하곤 했다. 이 조각상들은 2014년 8월까지 안드로이드 개발팀이 일하던 빌딩 44 앞 잔디밭에 있었다.
구글은 안드로이드 10 이후 물리적 조각상 제작을 중단했으며, 이는 외부적으로 더 이상 디저트 테마 이름을 사용하지 않은 첫 번째 릴리스이기도 했다. 안드로이드 11부터 구글은 "조각상"을 온라인에서 볼 수 있는 3D 객체로 출시하여 전통을 이어갔다. 내부적으로 "티라미수"로 코드명 지정된 안드로이드 13 조각상은 물리적 형식과 가상 형식으로 모두 제작되었다.

## 조각상

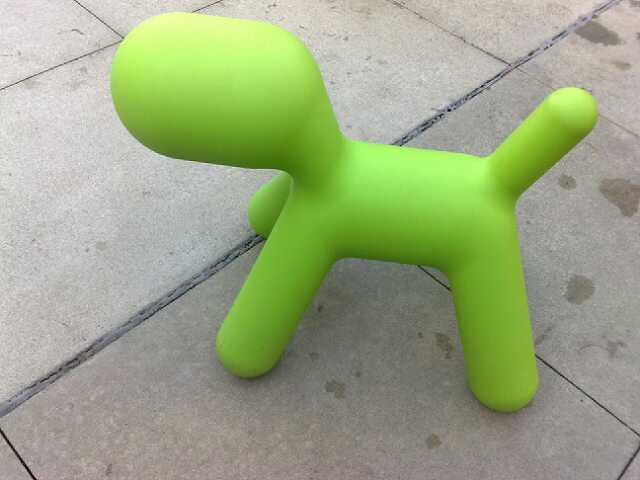
안드로이드 강아지 모델, 에로 아르니오의 퍼피(Puppy), 2008년

초기에는 녹색 안드로이드 옆에 비슷한 색상과 디자인의 알렉스라는 개가 함께 있었다. 이것은 사실 장난감 의자인 에로 아르니오의 퍼피(Puppy)였다. 이 조각상은 2009년에 도난당했다.
2012년에도 비슷한 사건이 발생했다. 여름 더위로 인해 젤리빈 조각상의 머리가 떨어져 나갔고, 안에 있던 젤리빈 중 하나가 도난당했다. 이로 인해 안드로이드 엔지니어 댄 모릴(Dan Morrill)은 구글+에 다음과 같은 글을 올렸다: "젤리빈은 너무나도 뜨거워서 JB 조각상이 과열되어 머리가 부분적으로 녹아 떨어져 나갔습니다. 그리고 우리는 누군가 젤리빈 중 하나를 훔쳐갔다고 생각합니다. 여러분: 우리의 젤리빈을 훔치지 말아 주세요." 이후 조각상은 수리되었다.
2017년 안드로이드 오레오 조각상의 경우, 구글은 두 개의 다른 조각상을 주문했는데, 하나는 단일 오레오와 네모난 디자인을 특징으로 하고 다른 하나(테멘더스 제작)는 여러 오레오와 더 둥근 모양을 특징으로 했다.
설치 순서대로 된 조각상은 다음과 같다.

| 조각상 | 안드로이드 버전                             | 코드네임                                    | 물리적/가상 |
| --- | ------------------------------------------- | ------------------------------------------- | ----------- |
| 녹색 안드로이드 로봇 | 운영체제 전반 및 안드로이드 1.0을 나타낸다. | 운영체제 전반 및 안드로이드 1.0을 나타낸다. | 물리적      |
| 컵케이크 | 1.5                                         | 컵케이크                                    | 물리적      |
| 도넛 | 1.6                                         | 도넛                                        | 물리적      |
| 초콜릿 시럽을 뿌린 에클레어                                                                                                   | 2.0, 2.1                                    | 이클레어                                    | 물리적      |
| 프로즌 요거트 한 접시 | 2.2                                         | 프로요                                      | 물리적      |
| 넥서스 원 | 첫 구글 폰 및 2.2 "프로요" 플래그십 기기    | 첫 구글 폰 및 2.2 "프로요" 플래그십 기기    | 물리적      |
| 구글 플레이 뮤직 로고를 나타내는 주황색 헤드폰                                                                                | 구글 플레이 뮤직                            | 구글 플레이 뮤직                            | 물리적      |
| 진저브레드 맨 | 2.3                                         | 진저브레드                                  | 물리적      |
| 꿀벌류와 안드로이드 로봇이 있는 벌집 조각                                                                                     | 3.0, 3.1, 3.2                               | 허니콤                                      | 물리적      |
| 안드로이드 로봇 모양의 아이스크림 샌드위치                                                                                    | 4.0                                         | 아이스크림 샌드위치                         | 물리적      |
| 젤리빈으로 채워진 안드로이드 로봇 모양의 병                                                                                   | 4.1, 4.2, 4.3                               | 젤리빈                                      | 물리적      |
| 안드로이드 로봇 모양의 킷캣 초콜릿 바                                                                                         | 4.4                                         | 킷캣                                        | 물리적      |
| 커다란 소용돌이 막대사탕을 들고 있는 안드로이드 로봇                                                                          | 5.0, 5.1                                    | 롤리팝                                      | 물리적      |
| 커다란 마시멜로를 들고 있는 안드로이드 로봇                                                                                   | 6.0                                         | 마시멜로                                    | 물리적      |
| 누가 바 위에 서 있는 안드로이드 로봇                                                                                          | 7.0, 7.1                                    | 누가                                        | 물리적      |
| 오레오 쿠키가 있는 안드로이드 슈퍼히어로 로봇(두 개의 조각상이 만들어졌다)                                                    | 8.0, 8.1                                    | 오레오                                      | 물리적      |
| 한 조각이 잘려나간 체리 파이가 있는 안드로이드 로봇                                                                           | 9.0                                         | 파이                                        | 물리적      |
| 숫자 "0"에 안드로이드 로고가 있는 서명된 거대한 "10" 조각상                                                                   | 10.0                                        | 퀸스 타르트                                 | 물리적      |
| 숫자 사이에 안드로이드 로고가 있고 옆면에 레드 벨벳 케이크 레시피가 있는 거대한 "11" 조각상                                   | 11.0                                        | 레드 벨벳 케이크                            | 가상        |
| 숫자 "1"에 안드로이드 로고, 숫자 "2"에 콘, 바닥에 눈 더미가 있는 거대한 "12" 조각상                                           | 12.0, 12.1                                  | 스노우 콘                                   | 가상        |
| 숫자 "1"이 13개 언어로 "thirteen"이 담긴 손잡이로 되어 있고 숫자 "3"이 좌석으로 되어 있는 거대한 옆으로 기울어진 "13" 조각상. | 13.0                                        | 티라미수                                    | 둘 다       |
| 등번호 "14"가 새겨진 저지를 입고 엎은 케이크 위에서 물구나무를 서고 있는 버그드로이드의 전신 조각상.                          | 14.0                                        | 업사이드 다운 케이크                        | 둘 다       |

## 같이 보기
- 안드로이드 버전 역사
- 안드로이드 (운영체제)